# И в радости, и в горе
И в радости, и в горе (англ. For Better, for Worse) — американская драма режиссёра Сесиля Демилля 1919 года.

## Сюжет
Друзья Эдвард Мид и Ричард Бартон влюбленны в Сильвию Норкросс. Оба записываются в армию, но Эдвард решает пройти альтернативную службу, заботясь о детях с отклонениями.

## В ролях
- Эллиотт Декстер — доктор Эдвард Мид
- Том Форман — Ричард Бартон
- Глория Свенсон — Сильвия Норкросс
- Сильвия Эштон — тётя Сильвии
- Реймонд Хаттон — Бад
- Теодор Робертс — главврач больницы
- Ванда Хоули — Бетти Хойт
- Винтер Холл — доктор
- Джек Холт — крестоносец
- Фред Хантли — колониальный солдат